# Karlheinz Brunnemann

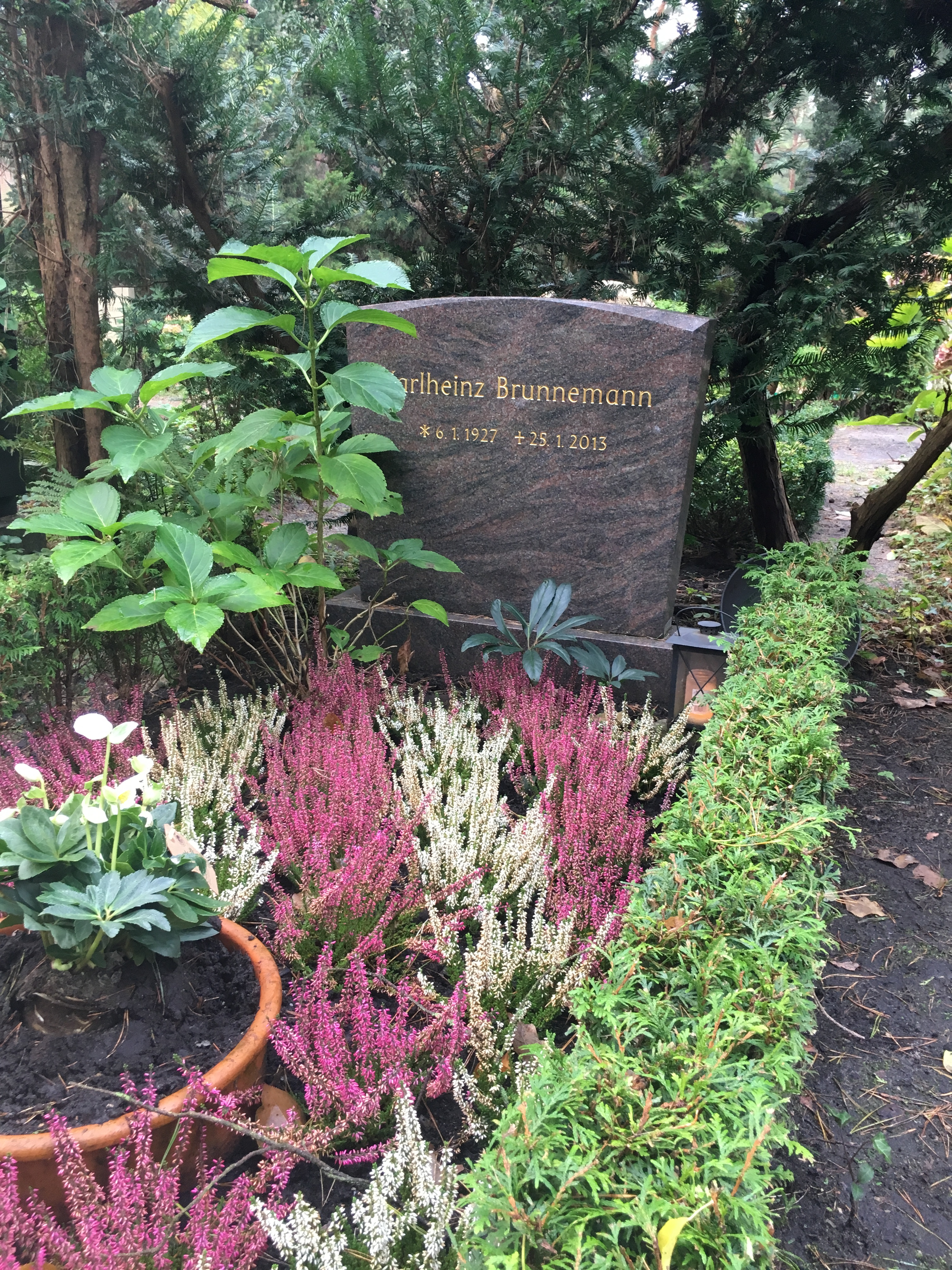
Grabstätte auf dem Waldfriedhof Dahlem

Karlheinz Brunnemann (* 6. Januar 1927 in Berlin; † 25. Januar 2013 ebenda) war ein deutscher Fernsehproduzent, Synchronsprecher, Dialogregisseur und Dialogbuchautor.

## Leben und Wirken
Brunnemann erhielt von 1942 bis 1944 Schauspielunterricht bei Walter Stegemann und bestand im Jahr 1944 seine Aufnahmeprüfung an der Reichstheaterkammer. Im Jahr 1946 begann er als Sprecher und Regisseur beim Jugendfunk des Berliner Rundfunks; Tätigkeiten, die er im Jahr 1948 beim Sender Leipzig fortsetzte. Während er von 1948 bis 1951 als Dialogregisseur bei der Phönix-Film arbeitete, studierte er nahezu gleichzeitig, von 1948 bis 1952, Theaterwissenschaft in Berlin. Anschließend wirkte er als freier Mitarbeiter beim RIAS Berlin, als Synchronregisseur für verschiedene Firmen sowie als Produktionsleiter und Regisseur für die Mars-Film und die Universum-Film.
Brunnemanns Name ist im Bereich Synchronisation vor allem mit seiner Arbeit als Hersteller deutscher Fassungen ausländischer Fernsehserien, aber auch Filmen verbunden. Er gründete im Jahr 1963 seine eigene Firma, die Deutsche Synchron Filmgesellschaft mbH & Co. Karlheinz Brunnemann Produktions KG mit Sitz in Berlin. Sie gehört zu den ältesten noch existierenden Synchronstudios Deutschlands und hatte von Beginn an ihren Sitz auf dem ehemaligen UFA-Areal an der Oberlandstraße in Berlin-Tempelhof. 
Brunnemann prägte als Autor – neben Rainer Brandt – das sogenannte Schnodderdeutsch, einen Sprachstil, den eine Mischung aus Kneipenjargon und Jugendsprache ausmacht. Der Stil wurde zum Markenzeichen vieler Synchronisationen in den späten 1960er- und 1970er-Jahren, für deren Bücher meist Brandt und Brunnemann verantwortlich waren. Beispiele hierfür sind Ihr Auftritt, Al Mundy (1969, Buch: Karlheinz Brunnemann, Reinhold Brandes und Michael Richter (späte Folgen)) sowie Jason King (1973, Buch: Brunnemann). Brunnemann fuhr in den 1980ern erfolgreich damit fort, Filme mit Schnodderdeutsch-Synchronisation zu versehen. Dazu zählen die meisten Filme von Bud Spencer und Terence Hill, bei denen entweder Brunnemann oder Brandt für das Buch und die Regie verantwortlich waren. Wegen der Erfolge Brandts und Brunnemanns mit „schnodderdeutschen“ Synchronisationen wurde der Sprachstil verstärkt auch von anderen Synchronstudios erwartet, deren Arbeiten allerdings oft qualitativ deutlich abfielen.
Zu den bekanntesten Synchronisationen unter Brunnemanns Federführung zählten unter vielen anderen Filme wie Dirty Dancing, Harry und Sally, Pretty Woman und Eine Frage der Ehre sowie Fernsehserien wie Starsky & Hutch, Quincy und Remington Steele. Im Jahr 1993 übergab er die Geschäftsführung an seinen Sohn Markus Brunnemann.
Im Jahr 1979 gründete Brunnemann mit Hans Redlbach die Phoenix Film Karlheinz Brunnemann GmbH & Co. Produktions KG. Vorabend-Serien wie Ein Heim für Tiere (ZDF), Jakob und Adele (ZDF), Ihre Exzellenz, die Botschafterin (ZDF), Dr. Stefan Frank (RTL) oder OP ruft Dr. Bruckner (RTL) und Familienserien wie Unser Charly (ZDF), Hallo Robbie! (ZDF) oder die Sat.1-Serie Edel & Starck wurden von Brunnemann produziert. Die UFA war Mitgesellschafterin der Phoenix Film. Der Sitz der Phoenix Film war in der Oberlandstraße in Berlin-Tempelhof. Geschäftsführer in den letzten Lebensjahren Brunnemanns war sein Sohn Markus.
Die Phoenix Film ging im August 2013, wenige Monate nach Brunnemanns Tod, in der neuen UFA Fiction auf.
Brunnemann lebte in Berlin-Grunewald, war verheiratet und hatte einen Sohn und eine Tochter. Er fand seine letzte Ruhestätte auf dem Berliner Waldfriedhof Dahlem. (Grablage Feld 011-523)